# Estadio Dinamo (Minsk)
El estadio olímpico de Dinamo (en bielorruso: Стадыён Дынама) es un estadio multiusos de Minsk, Bielorrusia. El estadio se inauguró oficialmente el 12 de junio de 1934 y ha experimentado cinco grandes reconstrucciones, la última de ellas la que se realizó desde 2012 hasta 2017. Pertenecía a Minsk, concretamente el consejo regional de la Unión deportes sociedad «Dinamo». El Dinamo Minsk es el equipo que juega de local.
En el estadio del Dinamo Minsk se jugaron algunos partidos del torneo de fútbol de los Juegos Olímpicos de Moscú 1980 y fue usado como estadio en el que el FC BATE disputó sus encuentros como local en la fase de grupos de UEFA Champions League de las temporadas 2008-09, 2011-12,  2012-13 y varias temporadas de la Liga Europa de la UEFA, antes de que se inaugurara su nuevo estadio el Borísov Arena.

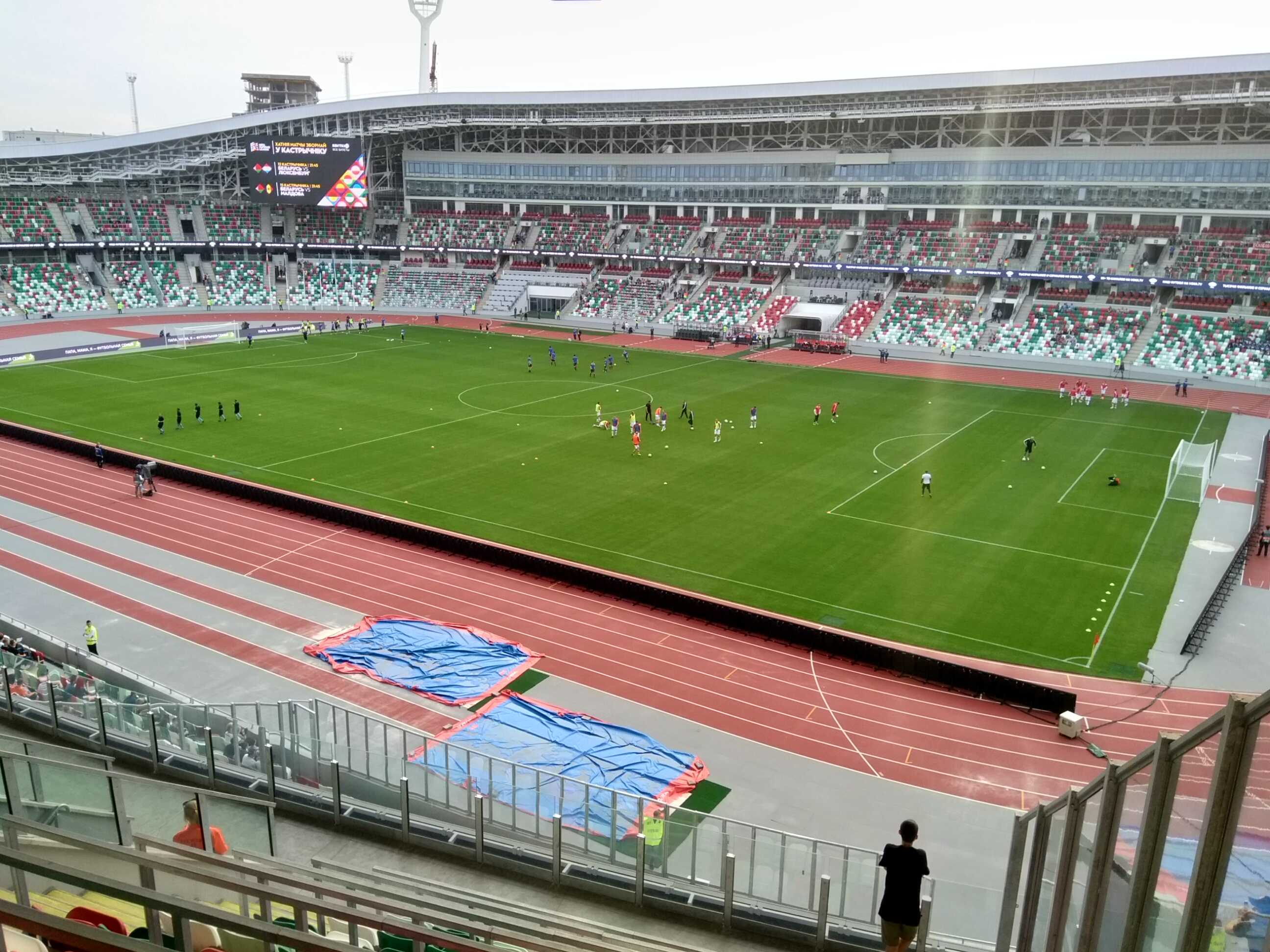
Interior del renovado estadio.
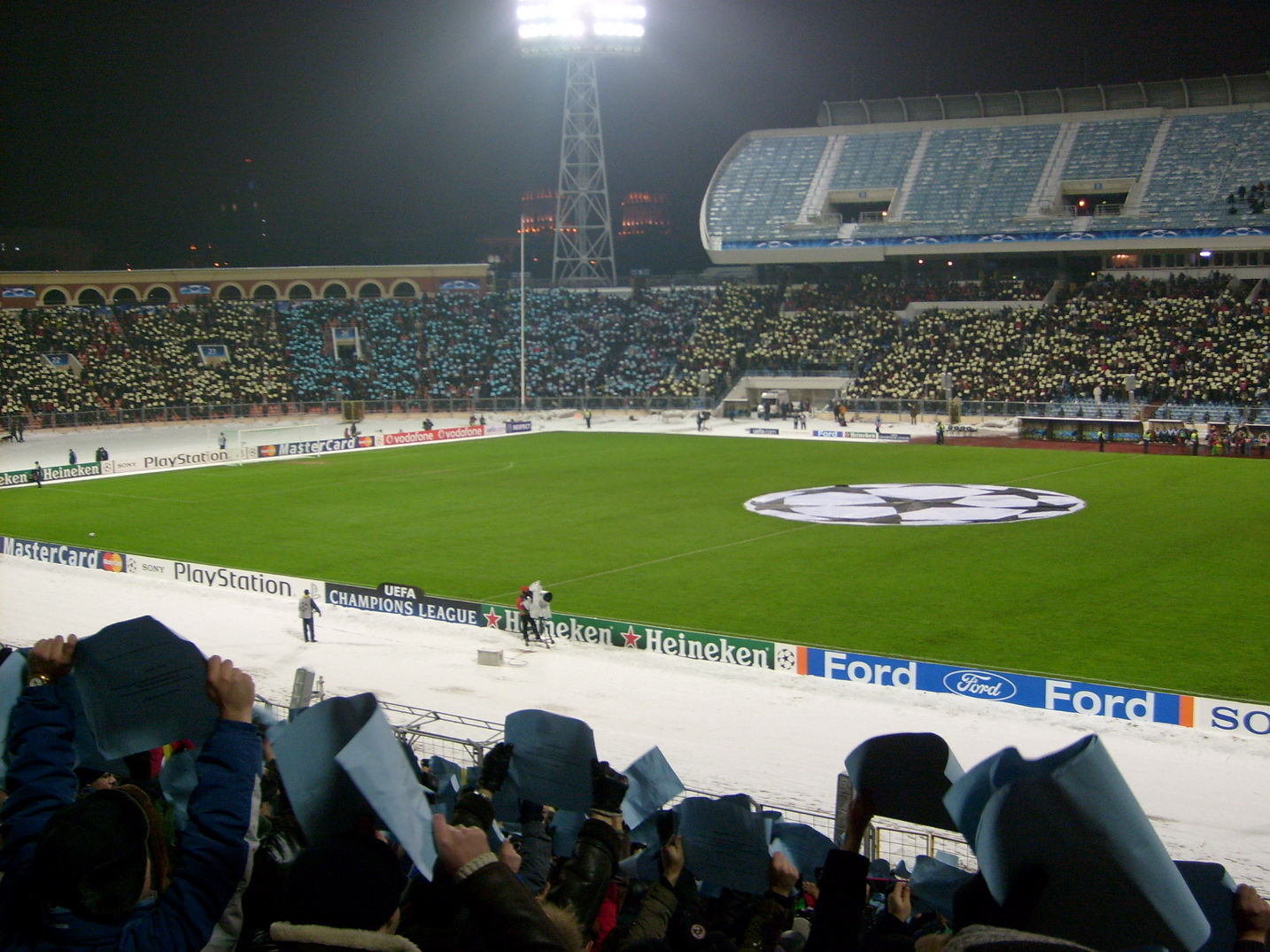
FC BATE-Real Madrid en el estadio Dinamo.
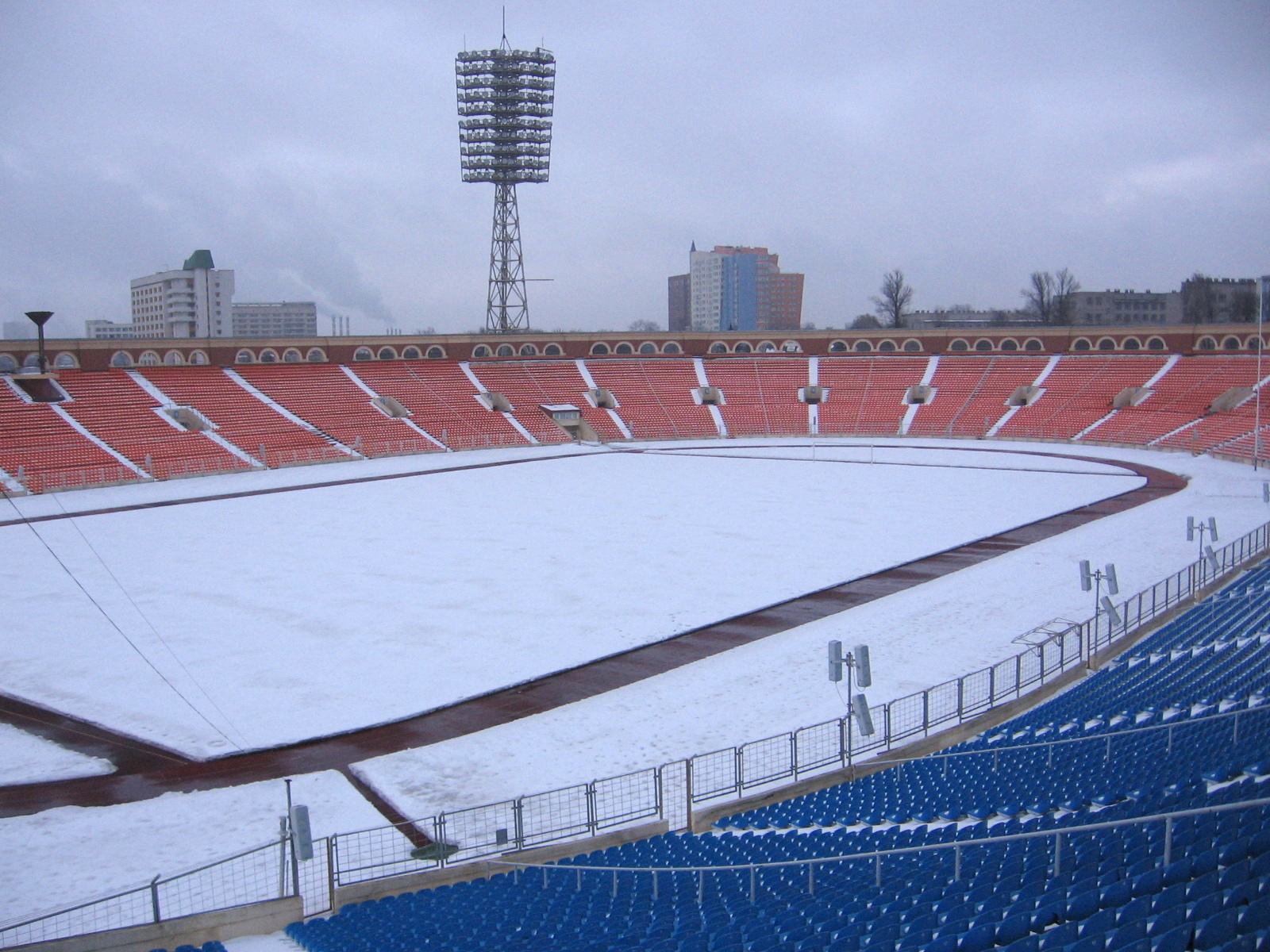
Nevadas en el estadio.